# Chrysomalla striata
Chrysomalla striata is een vliesvleugelig insect uit de familie Perilampidae. De wetenschappelijke naam is voor het eerst geldig gepubliceerd in 2001 door Askew.